# بلاك بيلت
بلاك بيلت (بالإنجليزية: Black Belt)‏، وتسمى في النسخة الأصلية اليابانية قبضة نجم الشمال (باليابانية: 北斗の拳) (نطق ياباني:هُوكْتُو نُو كِيِن)، هي الإصدار الأول لسلسلة ألعاب قبضة نجم الشمال، حيث صدرت في اليابان وأمريكا الشمالية وأوروبا سنة 1986، وهي مستوحاة من الرسوم المتحركة قبضة نجم الشمال بترخيص من توي أنيميشن وتلفزيون فوجي اليابانيتين، ومعنى بلاك بليت أي الحزام الأسود.

## قصة اللعبة
تبدأ قصة اللعبة أن القنبلة النووية قضت على معظم الحياة البشيرة، وأن بطل اللعبة كينشيرو (ケンシロウ)، يسعى للبحث عن حبيبته يوريا (ユリア)، وإنقاذها من شر ألد أعدائها.

### الشخصيات
| بلاك بليت | هوكتو نو كين                              | تقمص الشخصية   |
| --------- | ----------------------------------------- | -------------- |
| ريكي      | كينشيرو (ケンシロウ)                      | بطل اللعبة     |
| كيوكو     | يوريا/جوليا (ユリア)                      | بطلة اللعبة    |
| ريو       | شين (シン)                                | زعيم الأشرار 1 |
| هوك       | العقيد (カーネル)                         | زعيم الأشرار 2 |
| غونتا     | عصابة جاكل/ولادة الشيطان (デビルリバース) | زعيم الأشرار 3 |
| أوني      | توكي (トキ)                               | زعيم الأشرار 4 |
| ريتا      | ساوثر (サウザー)                          | زعيم الأشرار 5 |
| وانغ      | راو (ラオウ)                              | الزعيم الأخير  |

## مرجع
1. ↑  Master System Longplay [071] Hokuto no Ken - YouTube نسخة محفوظة 9 يناير 2020 على موقع واي باك مشين.
2. ↑  ページが見つかりません | セガ نسخة محفوظة 17 سبتمبر 2015 على موقع واي باك مشين.
3. ↑  Worley، Joyce؛ Kunkel، Bill؛ Katz، Arnie (أكتوبر 1988). "Video Gaming World" (PDF). Computer Gaming World. ع. 52. ص. 48. مؤرشف من الأصل (PDF) في 2016-03-04. اطلع عليه بتاريخ 2016-04-17.

## المواقع الخارجية
- Black Belt على موبي غيمز